# Roderick Briffa
Roderick Briffa (ur. 4 sierpnia 1981 w Birkirkarze) – maltański piłkarz grający na pozycji obrońcy. Mierzy 183 cm wzrostu. Od 2009 roku jest zawodnikiem klubu Valletta FC. W reprezentacji Malty zadebiutował w 2003 roku. Do 5 października 2013 roku rozegrał w niej 73 mecze, w których zdobył jedną bramkę.